# Мур, Кеня
Ке́ня Са́ммер Мур (англ. Kenya Summer Moore; 24 января 1971 года) — американская актриса, продюсер, писательница, телеведущая, предприниматель, модель и фотомодель. 
В настоящее время Кеня Мур — звезда телесериала «Настоящие домохозяйки Атланты», телеканала «Bravo TV» и была участником реалити-шоу «Ученик». 
После победы в национальном конкурсе красоты «Мисс США 1993» и участии в международном финале Мисс Вселенная 1993, начала набирать популярность. Снялась в фильмах «В ожидании выдоха», «Избавьте нас от Евы» и в нескольких телевизионных сериалах, как «Принц из Беверли-Хиллз», «The Parent 'Hood» и «Подруги». Мур также спродюсировала несколько кинопроектов, издала книгу и снялась в собственном обучающем фильме.

## Биография
Родилась в городе Детройт, штат Мичиган. Дочь подростков Патрисии Мур и Рональда Гранта. Была воспитана бабушкой по отцовской линии и тётей, после того, как её мать бросила после родов. Звезда реалити-шоу раскрыла, что она и не общалась с матерью. "Начиная с моего рождения, мать приняла решение в свои 16 лет, что меня не было в её жизни. Она никогда не разговаривала со мной” написала Кеня. “Она делала вид, что меня просто не существует. Она притворяется, что я невидимка" указала в своём блоге. Окончила Cass Technical High School в 1989 году и посещала Университет Уэйна, где изучала психологию и второстепенное направление общение, Модельную деятельность начала в 14 лет и курс модельной карьеры в январе 1992 года, как девушка с обложки для Johnson Publishing Company, Ebony. Стала моделью для косметической линии Ebony Fashion Fair. В 22 года победила в звании Мисс Мичиган и затем стала второй афро-американкой, получившая титул Мисс США. Представляла страну на международном конкурсе Мисс Вселенная 1993, где стала шестой.
С 10 июня 2017 года Мур замужем за бизнесменом Марком Дейли, с которым она встречалась год до их свадьбы. У супругов есть дочь — Бруклин Дорис Дейли (род. 04.11.2018). 19 сентября 2019 года стало известно, что Мур и Дейли расстались после двух лет брака.

## Карьерный рост
Мур появилась в телевизионных программах, таких как:  Принц из Беверли-Хиллз, Знакомство с Браунами,  Homeboys in Outer Space, Sparks, Smart Guy, Video Soul Холостые мужчины и незамужние женщины, Damon,  In the House, The Jamie Foxx Show, The Parent 'Hood, The Steve Harvey Show, Мартин, Nubian Goddess, Men, Women & Dogs, The Parkers, Under One Roof и Подруги. Появилась на обложках журналов Glamour, Seventeen, Ebony и Essence. Можно увидеть в музыкальных клипах Джермейна Дюпри — "Money Ain't a Thang",  Nas — "Street Dreams", Shai's — "I Don't Wanna Be Alone" (1996), и в клипе Tupacа — "Temptations". Кроме того, Мур появился в нескольких фильмах: В ожидании выдоха (1995), Без чувств (1998), Trois (2000), Избавьте нас от Евы (2003), Братья по оружию (2005),  Облако 9 (2006), Я знаю, кто убил меня (2007) и Trapped: Haitian Nights (2010). Её книга "Game, Get Some!" была издана в ноябре 2007 года.  Она также занимается продюсированием, режиссурой и руководит собственноц компанией "Moore Vision Media" с 2008 года. Эта компания спродюсировала эротический триллер “Доверенное лицо”. В мае 2012 года, участвовала в пятом сезоне телеканала Bravo — Настоящие домохозяйки Атланты. В 2013 году, выпустила тренировочный DVD-диск с названием Kenya Moore: Booty Boot Camp. В 2015 году, участвовала в телешоу "The Celebrity Apprentice 7".

## Производство
В титрах указана как продюсер/режиссёр фильма Trapped: Haitian Nights. После того, как у проекта был погиб режиссёр, Мур взяла на себя производство и закончила фильм. Когда фильм не смог найти дистрибьютора, Мур основала "Moore Vision Media", независимую компанию по производству фильмов и распределению домашнего видео. Первая продукция компании была The Confidant, выпущенный "Universal Vivendi" 24 августа, 2010 года.

## Фильмография
| Фильмы      | Фильмы                               | Фильмы                                | Фильмы              | Фильмы                                                    |
| Год         | Оригинальное название фильмов        | Название на русском языке             | Роль                | Примечание                                                |
| ----------- | ------------------------------------ | ------------------------------------- | ------------------- | --------------------------------------------------------- |
| 1995        | Waiting to Exhale                    | В ожидании выдоха                     | Denise              | [ 23 ]                                                    |
| 1998        | Senseless                            | Без чувств                            | Lorraine            | [ 24 ]                                                    |
| 2000        | Trois                                | —                                     | Jasmine Davis       | [ 25 ]                                                    |
| 2001        | No Turning Back                      | Нет возврата                          | Lia                 |                                                           |
| 2003        | Deliver Us From Eva                  | Избавьте нас от Евы                   | Renee Johnson       | [ 26 ]                                                    |
| 2003        | Hot Parts                            | Горячие части                         | Passion             |                                                           |
| 2004        | Nas: Video Anthology Vol. 1          | —                                     | Herself             |                                                           |
| 2005        | Resurrection: The J.R. Richard Story | —                                     | Leticia             |                                                           |
| 2005        | Brothers in Arms                     | Братья по оружию                      | Mara                |                                                           |
| 2006        | Cloud 9                              | Облако 9                              | Champagne           |                                                           |
| 2007        | I Know Who Killed Me                 | Я знаю, кто убил меня                 | Jazmin              | [ 27 ]                                                    |
| 2010        | Trapped: Haitian Nights              | —                                     | Nadine              |                                                           |
| 2010        | The Confidant                        | Доверенное лицо                       | Eden Patterson      | [ 28 ]                                                    |
| 2013        | Dolls of Voodoo                      | —                                     | Nadine              |                                                           |
| 2016        | Sharknado: The 4th Awakens           | Акулий торнадо 4: Пробуждение         | Моник               |                                                           |
| Телевидение |                                      |                                       |                     |                                                           |
| Год         | Оригинальное название шоу            | Название на русском языке             | Роль                | Примечание                                                |
| 1994        | The Fresh Prince of Bel-Air          | Принц из Беверли-Хиллз                | Dana                | Mothers Day                                               |
| 1996        | Martin                               | Мартин                                | Lena Bozack         | You're All I Need                                         |
| 1996        | Homeboys in Outer Space              | —                                     | Nefertiti           | Super Bad Foxy Lady Killer or Ty and Morris Get the Shaft |
| 1997        | Sparks                               | —                                     | Ms. Collins         | I, Spy                                                    |
| 1997        | Smart Guy                            | —                                     | Vivian Kennedy      | Brother, Brother                                          |
| 1997        | Living Single                        | Холостые мужчины и незамужние женщины | Lisa DeLongPre      | One Degree of Separation                                  |
| 1997        | Nubian Goddess                       | —                                     | Herself             | Host                                                      |
| 1998        | Damon                                | —                                     | Julia Burton        | The Designer                                              |
| 1998        | The Steve Harvey Show                | —                                     | Miss Gerard         | Educating Piggy                                           |
| 1999        | The Jamie Foxx Show                  | —                                     | Heidi               | Change of Heart                                           |
| 1999        | 'The Parent 'Hood                    | —                                     | Celeste             | Wedding Bells Blues, A Sister Scorned                     |
| 1999        | In The House                         | —                                     | Valerie Bridgeforth | How Nana Got Her Groove Back, Not as Good as It Gets      |
| 2001        | Men, Women & Dogs                    | —                                     | Carmen              | Sick as a Dog                                             |
| 2004        | Girlfriends                          | Подруги                               | Kara                | Maybe Baby, New York Bound                                |
| 2012–2017   | The Real Housewives of Atlanta       | Настоящие домохозяйки Атланты         | Herself             | Main Cast                                                 |
| 2013        | Walk This Way                        | —                                     | n/a                 | Abstinence                                                |
| 2015        | The Celebrity Apprentice 7           | —                                     | Herself             | 7th Place                                                 |
| 2015        | The Millionaire Matchmaker           | Невеста для миллионера                | Herself             |                                                           |